# باشگاه فوتبال تورپیدو زاپروژیا
باشگاه فوتبال تورپیدو زاپروژیا (انگلیسی: FC Torpedo Zaporizhia) یک باشگاه فوتبال در شهر زاپروژیا اوکراین است. این باشگاه در لیگ برتر فوتبال اوکراین بازی می‌کند. این باشگاه در سال ۱۹۸۲ تأسیس شد و در سال ۲۰۰۳ منحل شد.

## تاریخچه
این باشگاه که در سال 1982 تأسیس شد، از سال 1992 تا 1998 در لیگ برتر اوکراین بازی کرد.
بهترین دستاورد تورپیدو زاپوریژژیا در لیگ برتر اوکراین مقام هفتم (سه بار، در سال 1992 (به نسبت)، 1994–95، و 1995–1996) بود. این باشگاه در سال‌های اولیه با موفقیت در رقابت‌های جام حذفی داخلی شرکت می‌کرد و تنها دو بار متوالی در نیمه‌نهایی حذف شد و در سال بعد به بهترین هشتم رسید. در آوریل 1996 خالق باشگاه (استپان کراوچون) و مدیر کل کارخانه از مدیریت باشگاه برکنار شدند که در عملکرد بیشتر باشگاه منعکس شده بود.
پس از سقوط در فصل 1997–1998، تورپدو زاپوریژژیا با موفقیت در لیگ اول اوکراین شرکت کرد و مقام سوم را به خود اختصاص داد و دوباره به لیگ برتر اوکراین صعود کرد. با این حال، با وجود این پایان، باشگاه پس از پایان فصل 1998–1999 درخواست ورشکستگی کرد و توسط اتحادیه فوتبال اوکراین تعلیق شد. در اوایل مارس 2000 در رسانه های مطبوعاتی اطلاعاتی منتشر شد مبنی بر اینکه باشگاه ممکن است فعالیت خود را متوقف کند زیرا لیگ حرفه ای فوتبال اوکراین نامه ای از رئیس باشگاه سرهی خارنکو دریافت کرد که در آن اعلام شد تیم از فصل 1999-2000 به دلیل کمبود بودجه کنار می رود.  این باشگاه در سال های 2002 و 2003 به لیگ دوم اوکراین بازگشت، اما پس از آن به لیگ آماتور سقوط کرد.
تورپیدو بازی های خود را در ورزشگاه AutoZAZ با حداکثر ظرفیت 15000 نفر انجام داد.
رنگ ها پیراهن سفید، شورت آبی است.